# Glenn Kaiser

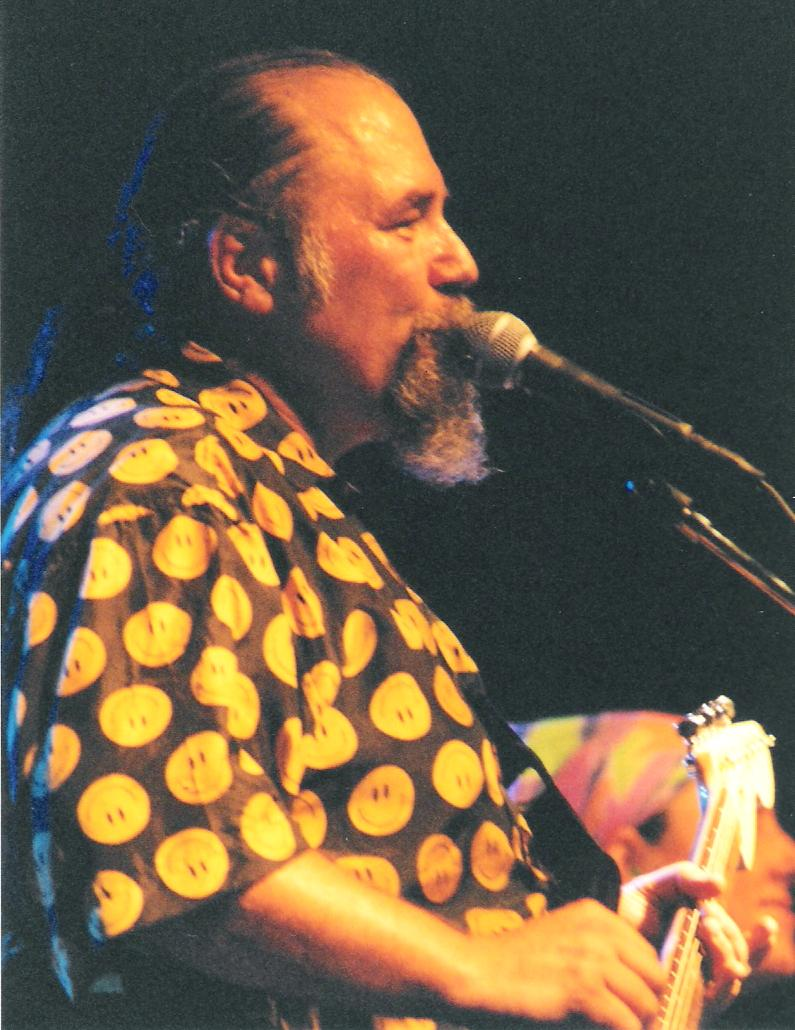
Glenn Kaiser auf dem Cornerstone Festival (2004)

Glenn Kaiser (* 21. Januar 1953 in Beaver Dam, Wisconsin) ist ein US-amerikanischer christlicher Blues-, R&B- und Bluesrock-Gitarrist, Singer-Songwriter und Pastor. Kaiser wurde mit der Resurrection Band bekannt und gründete im Jahr 1999 die Glenn Kaiser Band. Neben elektrischer und akustischer Gitarre spielt er Lap-Steel-Gitarre und Mundharmonika.

## Leben und Karriere
Glenn Kaiser wurde als jüngstes von drei Kindern geboren. Seine Eltern trennten sich, als er neun Jahre alt war. Im Alter von zwölf Jahren wurde er in der Musikszene von Milwaukee aktiv. Kaiser gehörte insgesamt zwölf verschiedenen Gruppen an, bis er neunzehn Jahre alt war; darunter waren zwei von ihm geleitete Bands.
Glenn Kaiser wuchs als Lutheraner auf und experimentierte mit Drogen, bevor er um seinen achtzehnten Geburtstag Anhänger der Erweckungsbewegung wurde.
“Nothing else gave me so much happiness or sense of purpose until I asked Jesus Christ to come into my heart and become absolute Lord of my life.” (Glenn Kaiser, deutsch: „Nichts gab mir so viel Freude und Bestimmung wie meine Bitte an Jesus Christus, mich zu erlösen und mein Herr zu sein“)
Kaiser trat den Jesus-People in Milwaukee bei, die sich später in Jesus People USA umbenannten. In deren USA Traveling Team traf er seine spätere Ehefrau Wendi Herrin. Ihr Bruder, John Herrin Jr., und Glenn Kaiser wurden Mitglieder des Pastoralteams der Jesus People, noch bevor sie 25 Jahre alt waren. Die Jesus People USA sind die Organisatoren des Cornerstone Festival, bei dem Glenn Kaiser wiederholt mit verschiedenen Gruppen auftrat.

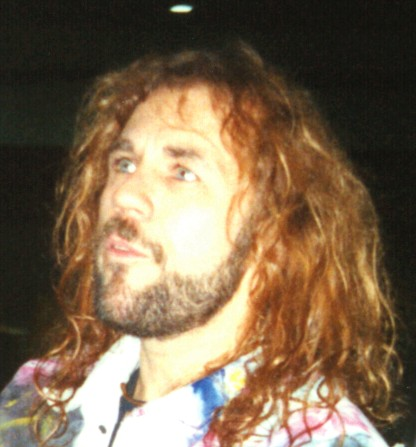
Glenn Kaiser als Leadsänger der Resurrection Band

Glenn Kaisers erfolgreichste und bekannteste Gruppe ist die im Jahr 1971 gegründete Resurrection Band, die ursprünglich unter dem Namen Charity als Teil des USA Traveling Teams der Jesus People durch die Vereinigten Staaten reiste. Im Frühjahr 1972 benannte sich die Gruppe um in Resurrection Band und verlegte ihre Aktivitäten kurz darauf nach Chicago. Kaiser heiratete im Juni 1972 Wendi Herrin, die ebenfalls Mitglied der Resurrection Band war. Wendi und Glenn Kaiser haben zusammen vier Kinder.
Im Jahr 1994 veröffentlichte Glenn Kaiser das Buch The Responsibility of the Christian Musician.
Die Resurrection Band löste sich nach fast dreißig Jahren im Jahr 2000 auf. Kurz zuvor hatte Kaiser im Jahr 1999 gemeinsam mit Roy Montroy und Ed Bialach die Glenn Kaiser Band als Bluesrock-Trio gegründet. Auftritte führten die Gruppe unter anderem mehrfach nach Europa, darunter im Jahr 2012 in die Schweiz, nach Deutschland und in die Niederlande. Im Jahr 2008 trat die frühere Resurrection Band zum 25. Jubiläum des Cornerstone Festivals nochmals zusammen auf.
Glenn Kaiser spielt unter anderem die Gitarrenmodelle Fender Stratocaster, Epiphone Sheraton und Gibson Les Paul.

## Diskografie (Auswahl)

### Glenn Kaiser Band
- 2000: Winter Sun
- 2001: Carolina Moon
- 2003: Blacktop
- 2005: GKB Live
- 2008: Octane

### Soloaufnahmen und Veröffentlichungen in anderen Besetzungen
- 1990: Trimmed and Burnin'  (als Kaiser/Mansfield)
- 1993: Slow Burn (als Kaiser/Mansfield)
- 1993: All My Days
- 1994: Spontaneous Combustion
- 1995: Into the Night (als Kaiser/Mansfield/Howard)
- 1997: Throw Down Your Crowns (1997)
- 1998: You Made The Difference in Me[5]
- 1999: Time Will Tell[6]
- 1999: Blues Heaven
- 2002: Ripley County Blues
- 2002: No Greater Love (als „Glenn Kaiser and Friends“)
- 2002: Trimmed and Burnin' & Slow Burn (als Kaiser/Mansfield)
- 2006: Bound For Glory
- 2006: Blues Heaven II
- 2011: Cardboard Box
- 2016: Long Way From My Home
- 2020: Swamp Gas Messiahs